# Linux kernel oops

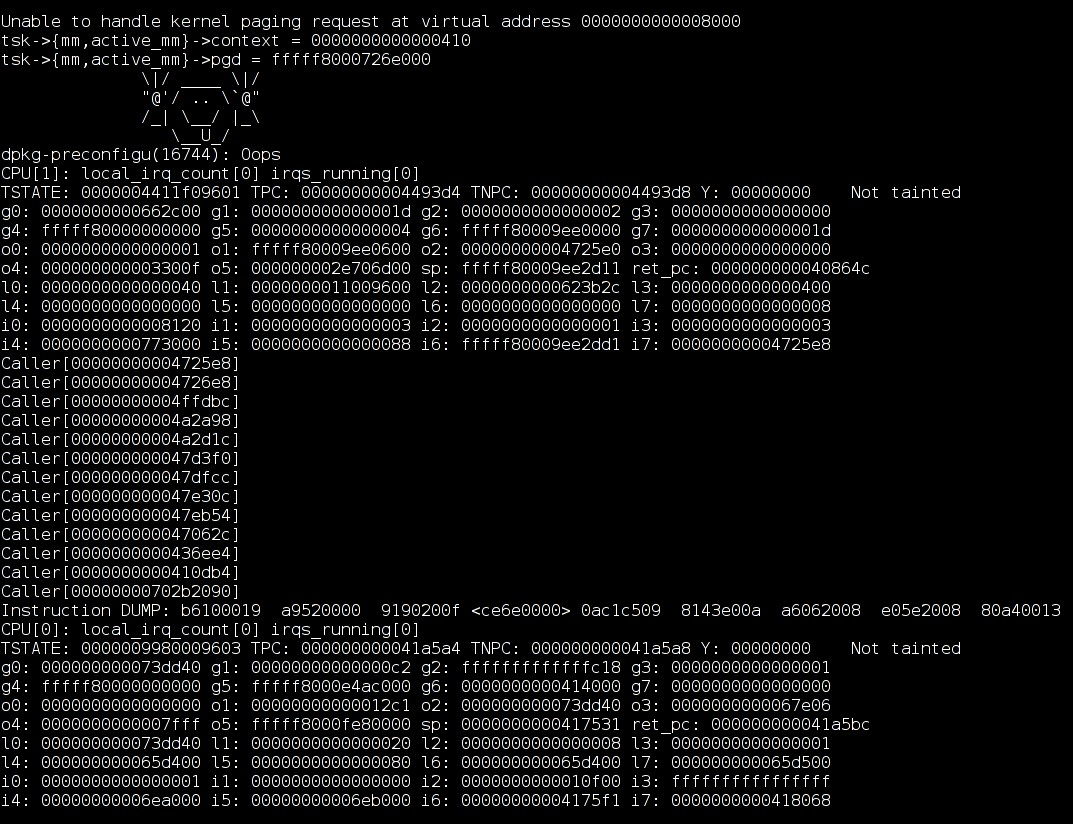
Linux kernel oops su un sistema SPARC.

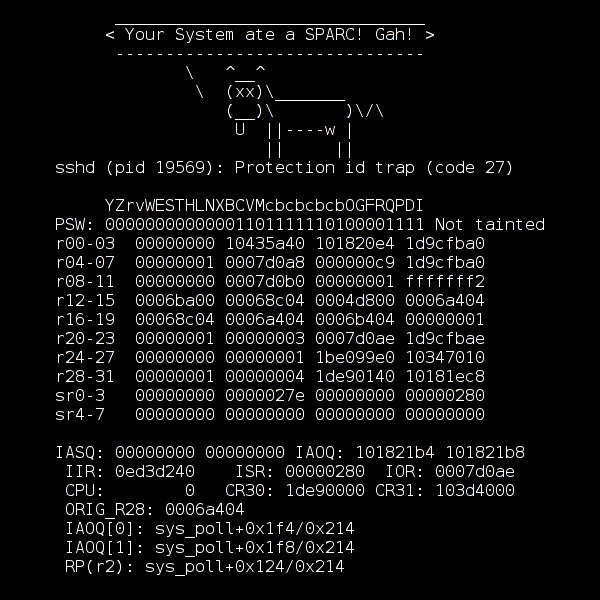
Linux kernel oops su un sistema PA-RISC con un disegno in ASCII.

In informatica un oops (termine che significa semplicemente errore) è una deviazione dal comportamento corretto del kernel Linux, che viene riportata come errore nel log di sistema: quando il kernel individua un problema, stampa un messaggio di oops e "uccide", con l'invio di un segnale kill, tutti i processi coinvolti nell'errore; il messaggio permette così il debug del problema e aiuta la risoluzione dell'errore che lo ha causato.
Dopo che un oops viene riportato, alcune risorse interne possono però non essere più disponibili e, anche se il funzionamento può apparire corretto, alcuni effetti collaterali possono risultare dall'interruzione dei processi attivi: se infatti il sistema tenta di utilizzare risorse non più disponibili si può generare una condizione di kernel panic (una condizione frequente di kernel panic risulta da molti tipi di oops, ma altri possono permettere la continuazione delle operazioni presentando tuttavia una affidabilità compromessa).